# Agence nationale pour la promotion et la rationalisation de l'utilisation de l'énergie
 (juillet 2013).
Si vous disposez d'ouvrages ou d'articles de référence ou si vous connaissez des sites web de qualité traitant du thème abordé ici, merci de compléter l'article en donnant les références utiles à sa vérifiabilité et en les liant à la section « Notes et références ».
L'Agence nationale pour la promotion et la rationalisation de l’utilisation de l’énergie (ou APRUE)  est un établissement public à caractère industriel et commercial algérien, créé par décret présidentiel en 1985 et placé sous la tutelle du ministère de l’Énergie et des Mines.

## Mission
L'APRUE a pour mission principale la mise en œuvre de la politique nationale de maîtrise de l’énergie et ce à travers la promotion de l’efficacité énergétique.
Dans le cadre de la loi n° 99- 09 du 28 juillet 1999 relative à la maîtrise de l’Énergie, l’agence a pour mission :
- La coordination et l’animation de la politique nationale de maîtrise de l’énergie ;
- La mise en œuvre et le suivi du Programme National de Maîtrise de l’Énergie (PNME) ;
- La sensibilisation et la diffusion de l’information sur la maîtrise de l’énergie en direction des différentes cibles (grand public, professionnels, milieu scolaire…) ;
- Le montage de programmes et de projets sectoriels en partenariat avec les secteurs concernés (Industrie, Bâtiment, Transports…).

## Partenaires
L'APRUE est notamment associée avec le Regional Center for Renewable Energy and Energy Efficiency (en).

### FNME
Le FNME est le Fonds national pour la maîtrise de l’énergie.
Rôle et utilisation du FNME
Le FNME est l’instrument public algérien spécifique d’incitation de la politique de maîtrise de l’énergie. Il a pour objet de contribuer à l’impulsion et au développement, à terme, d’un marché de la maîtrise de l’énergie
Six domaines sont éligibles au financement par le FNME :
1. Encadrement réglementaire et institutionnel de la Maîtrise de l'Énergie,
2. Sensibilisation, éducation et formation en économie d’énergie,
3. Recherche et Développement liée aux projets d’amélioration de l’efficacité énergétique,
4. Études de définition et de mise en œuvre de stratégies nationales d’efficacité énergétique à long terme,
5. Aide au financement d’opérations visant l’amélioration de l’efficacité énergétique et l’introduction de filières ou de technologies énergétiques nouvelles,
6. Prise en charge par les institutions concernées des actions d’animation et de coordination de la maîtrise de l’énergie.